# Астрід Пролль
А́стрід Пролль (нім. Astrid Proll; нар. 29 травня 1947, Кассель, Гессен, Американська зона окупації Німеччини) — західнонімецька терористка, членкиня ліворадикальної терористичної організації «Фракція Червоної Армії» (RAF).

## Життєпис
Народилася 29 травня 1947 року в Касселі в сім'ї архітектора Конрада та вчительки Гільдергард Пролль. Вперше долучилася до ліворадикального руху навесні 1968 року, коли її старший брат Торвальд Пролль був заарештований разом з Андреасом Баадером, Гудрун Енслін і Горстом Зонляйном за підпал універмагу у Франкфурті-на-Майні.  
Після звільнення усіх чотирьох на час розгляду апеляції, Пролль перервала своє навчання на фотографа в берлінській школі Летте і вирушила разом з колишніми ув'язненими до Франкфурта аби взяти участь у акції проти закритих навчальних закладів.  
Вважається, що Пролль приєдналася до засновників RAF не тільки через вкрай ліві ідеали, а й тому, що її приваблювала захоплива ідея приналежності до підпільного опору. Таким чином, вона стала брати участь у пограбуваннях банків і викраденнях автомобілів.  
14 травня 1970 року Пролль виконувала роль шоферки, коли Андрес Баадер втік з-під варти за допомогою інших членів організації. Вважається, що ця втеча поклала початок «Фракції Червоної армії».  

### Арешт
10 лютого 1971 року Пролль, разом з Манфредом Грашофом, зупинила поліція, однак обом вдалося втекти. Проте 6 травня того ж року Пролль все ж було заарештовано після того, як співробітник автозаправної станції впізнав її і сповістив про це правоохоронні органи. Не дивлячись на те, що Пролль намагалася втекти, вона була оточена поліцією і заарештована.  
Після арешту її сутичку з поліцейськими під час спроби втечі у лютому кваліфікували як замах на вбивство, хоча та не застосовувала зброю.  
Перебуваючи в «мертвому крилі» в'язниці Кельн-Оссендорф 119 днів, Пролль стала першою членкинею RAF, що під час ув'язнення перебувала в ізоляції. Пізніше в тій же камері утримували Ульріку Майнгоф.  
4 лютого 1974 року Пролль було звільнено з-під варти, оскільки перебування у повній ізоляції, зокрема і в акустичній, призвело до погіршення її здоров'я. Суд перервав основний процес і перевів підсудну до реабілітаційного центру, що стало унікальним рішенням і набуло широкого розголосу.  

### Втеча
У реабілітаційному центрі була обов'язкова умова перебування для Пролль — щодня відмічатися в поліції. Проте незабаром вона втекла й почала переховуватися від поліції. Діставши притулок у Лондоні, Пролль вирушила до Англії, куди прибула у 1973 році.
У Лондоні Пролль вийшла заміж за Робіна Паттіка, що дозволило їй отримати нові документи на ім'я Анни Паттік. Під новим ім'ям Пролль протягом шістьох місяців працювала доглядачкою парку та впродовж року на фабриці іграшок, де пройшла курс зварювання для автомеханіків і використала свої навички для навчання молоді у рамках ініціативи з реабілітації їх від наркозалежності. Хоча у цей час Пролль намагалася залишатися непомітною, існувала інформація, що аби дистанціюватися від «Фракції Червоної армії», вона приєдналася до місцевої ліберальної партії.

### Екстрадиція
15 вересня 1978 року Пролль була заарештована спеціальним відділом поліції після того, як та написала звернення до уряду. Затримана, вона боролася з екстрадицією, що привернуло увагу як її прихильників, так і противників. Припущення прихильників Пролль базувалося на тому, що той факт, що вона займалася із молоддю з неблагополучних сімей у майстерні у Вест-Гемстеді, був знаком її політичного каяття і сумлінності. Критики припускали, що, оскільки Пролл була лесбійкою, шлюб із Паттіком міг бути тільки «шлюбом за розрахунком». Сама вона вирішила повернутися в Західну Німеччину 1979 року і продовжити судову справу.
Повернувшись до Німеччини, звинувачення в замаху на вбивство з Пролль було знято, коли з'ясувалося, що держава приховала інформацію, яка могла б її виправдати, але її все одно засудили до п'яти з половиною років тюремного ув'язнення за пограбування банку й підробку документів. Однак оскільки Пролль вже провела щонайменше дві третини цього терміну в німецьких та англійських в'язницях, її було звільнено, а решту терміну покарання замінили на умовне.
Після звільнення вона не стала поновлювати зв'язки з RAF, а натомість продовжила вивчати кіно і фотографію у Гамбурзькій вищій школі образотворчих мистецтв, а згодом стала редакторкою зображень у пресі.
У 1998 році Пролль дала інтерв'ю, де розповіла про своє перебування в «Фракції Червоної армії» і опублікувала засновану на фотографіях книгу про організацію під назвою «Фотографії на ходу». До 1999 року вона працювала у Великій Британії.
У 2004 році їй, як колишній терористці, було відмовлено у в'їзді до США на похорон матері.

## Публікації
- Proll, Astrid. Hans und Grete, die RAF 1967—1977. — Göttingen : Steidl, 1998. — 139 с. — ISBN 978-3-88243-562-7.
- Proll, Astrid. Baader Meinhof: pictures on the run 1967—1977. — Zürich : Scalo, 1998. — 137 с. — ISBN 978-3-931141-84-4.
- Proll, Astrid. Hans und Grete. Bilder der RAF 1967—1977. — Berlin : Aufbau-Verlag, 2004. — 159 с. — ISBN 3-351-02597-1.
- Proll, Astrid. Goodbye to London: Radical Art and Politics in the 70's // Katalog zur gleichnamigen Ausstellung vom 26. Juni bis 15. August 2010 in der Neuen Gesellschaft für Bildende Kunst in Berlin. — Ostfildern : Hatje Cantz Verlag, 2010. — ISBN 978-3-7757-2739-6.